# Nick Purcell
Nick Purcell (* 28. Juni 1990 in Concord, New Hampshire) ist ein US-amerikanischer Schauspieler.

## Leben
Er ist am meisten bekannt durch die Nickelodeon-Serie Troop – Die Monsterjäger. In dieser Serie spielt Purcell, neben seinen Kollegen Gage Golightly und David Del Rio ein Monsterschlächter. Außerdem hatte Purcell einige Cameoauftritte, wie in Surrogates – Mein zweites Ich.

## Filmografie
- 2005: Fever Pitch
- 2005: The Mirakle
- 2005: Boys Life
- 2007: Law & Order (Gastrolle als Ben)
- 2009: Surrogates – Mein zweites Ich
- 2010: Grey’s Anatomy (Gastrolle)
- 2009–2011: Troop – Die Monsterjäger